# Alden Mead
Chester Alden Mead, genannt Alden Mead, (* 9. Dezember 1932 in St. Louis, Missouri) ist ein US-amerikanischer Chemiker (Physikalische Chemie).
Mead studierte am Carleton College (Bachelor 1954) und wurde 1957 an der Washington University bei Samuel I. Weissman mit der Arbeit Quantum theory of the refractive index promoviert. Ab 1958 war er Assistant Professor und später Professor für Physikalische Chemie an der University of Minnesota. 1993 emeritierte er. Er lebt in Savannah, Georgia.
1957/58 war er am Brookhaven National Laboratory, wo er bis 1963 weiter als Berater aktiv war. 1964/65 war er Gastprofessor am Birkbeck College in London, 1971/72 an der FU Berlin und 1980/81 an der RWTH Aachen. 2012 erhielt er die Wigner-Medaille für Arbeiten über Eichtheorien von Molekülen mit Anwendungen auf deren Spektren und Streutheorie. Mit Donald G. Truhlar untersuchte er früh 1979 geometrische Phasen in der Quantenmechanik von Molekülen.
1959 schlug er die Planck-Länge als fundamentale Länge vor (und die Planck-Zeit als fundamentale Zeiteinheit), was damals allerdings überwiegend auf Ablehnung stieß.
1989 wurde er Fellow der American Physical Society; 2012 wurde ihm die Wigner-Medaille verliehen.
Mead ist verheiratet und hat zwei Töchter.

## Schriften
- Symmetry and Chirality. Springer Verlag 1974
- The geometric phase in molecular systems. In: Reviews of Modern Physics. Band 64, Nr. 1, 1. Januar 1992, S. 51–85, doi:10.1103/RevModPhys.64.51.
- Molecular Kramers degeneracy and non-Abelian adiabatic phase factors. In: Physical Review Letters. Band 59, Nr. 2, 13. Juli 1987, S. 161–164, doi:10.1103/PhysRevLett.59.161.
- mit Peter Sturrock, Timothy Groves, Alexander Ershkovich, Herman Batelaan, Akira Tonomura: More variations on Aharonov–Bohm. In: Physics Today. Band 63, Nr. 4, 2010, S. 8–9, doi:10.1063/1.3397054.